# ديف هازارد
ديف هازارد (بالإنجليزية: Dave Hazard)‏ هو لاعب كاراتيه بريطاني، ولد في 1952 في لندن في المملكة المتحدة.